# Bogdan Augustyniak
Bogdan Wojciech Augustyniak est un metteur en scène, directeur de théâtre et réalisateur polonais né le 30 janvier 1940 à Wojkowice et mort le 18 septembre 2006 à Varsovie.

## Biographie
Il obtient un diplôme en histoire de l'art à l'université de Varsovie, puis en mise en scène à l'Académie de théâtre Alexandre-Zelwerowicz.
À partir de 1982, il est directeur du Théâtre Stefan Żeromski à Kielce qui, sous sa direction, obtient la réputation d'être l'une des scènes les plus intéressantes du pays, malgré une période difficile sur le plan politique et économique. De 1991 jusqu'à sa mort, il est directeur du Théâtre de Wola à Varsovie,.
Il est enterré au cimetière militaire de Powązki, section A II, rangée 12, tombe 9.

## Vie privée
Il est marié à Marta Fik (pl).

## Récompenses et distinctions
- 2006 : Croix de Chevalier de l'Ordre Polonia Restituta, à titre posthume[5]